# Zoku Zatōichi Monogatari
Zatoichi: Parte 2 (続・座頭市物語 Zoku Zatōichi Monogatari); "Zatoichi: The Tale of Zatoichi Continues" en Estados Unidos) es una película de drama/acción Japonés de 1962 y la segunda de 26 entregas en total, basadas en el personaje Zatoichi creado por el novelista Kan Shimozawa y protagonizadas durante sus 26 entregas por Shintaro Katsu.

## Sinopsis
Zatoichi se encuentra a un hombre que carece de un brazo por culpa de un ataque pasado de Zatoichi, quien estaba celoso de él ante la posibilidad de perder a su amada.